# Ресторан (филм)
Ресторан (енг. Diner, МФА: /daɪnə/) је амерички комични филм са темама одрастања из 1982. године, у режији Барија Левинсона. Ресторан је Левинсонов режисерски деби и први филм у тетралогији филмова базираних на његовом одрастању у Балтимору током педесетих и шездесетих година двадесетог века. Филм је делом базиран на животу бизнисмена Ленарда "Бугија" Вајнгласа који је био оснивач ланца вагон-ресторана, Merry-Go-Round (срп. Рингишпил).
Радња филма је смештена у 1950-е и прати групу пријатеља који се окупљају у вагон-ресторану у Балтимору, док се један од њих спрема за женидбу. Глумачку поставу су чинили Мики Рорк, Кевин Бејкон, Елен Баркин, Данијел Стерн, Стив Гутенберг, Пол Рајзер и Тимоти Дејли.
Пре приказивања филма у биоскопима, Ресторан је приказан у одређеним биоскопским салама у Балтимору. Реакције на филм су биле претежно негативне, па он замало није био објављен. Филм је имао своју премијеру због позитивне реакције критичара Џејсма Волкота и Полин Кејл који су инсистирали да се он мора објавити. Премијерно је приказан 5. марта 1982. године.
Ресторан је био колосални критички и комерцијални успех. Номинован је за награду Оскар у категорији за најбољи оригинални сценарио, и пласиран је на листу Америчког Филмског Института 100 година АФИ-ја...100 комедија, 2000. године.

## Радња
Радња филма смештена је у Балтимору, 1959. године. Дугогодишњи пријатељи Еди (Стив Гутенберг), Фенвик (Кевин Бејкон), Шриви (Данијел Стерн), Модел (Пол Рајзер) и Буги (Мики Рорк) проводе своје време на новогодишњој прослави. Момци одлучују да напусте прославу раније и да заједно оду у ресторан "Fell's Point".
Еди, страствени фанатик америчког рагби тима Балтимор Колтс има заказано венчање за последњу недељу године, али размишља о отказивању венчања ако његова вереница Елиз (коме се не види лице цео филм) не положи тест о америчком фудбалу. За то време, Буги, фризер и студент права који је зависник од коцке, полаже опкладу од две хиљаде долара на кошаркашку утакмицу, упркос савету породичног пријатеља Бејгла (Мајкл Таркер) да то не чини. Модел и Еди се заједно враћају кући након ноћи проведене у ресторану, а остатак групе одлазе на железничку станицу да дочекају Билија (Тим Дејли) који се вратио у Балтимор да буде Едијев кум на венчању.
Следећег јутра, Били изненађује Едија и њих двојица заједно одлазе у билијарску халу у коју су раније излазили. Буги одлази у биоскоп са својим друштвом и пратиљом Керол (Колет Блониген) и успева да превари Керол да га ухвати за пенис гурајући га кроз кутију за кокице. Увређена, Керол га напушта, али он је сустиже и објашњава јој како је све био неспоразум и како се његов пенис случајно нашао у кутији за кокице након изненадне ерекције. Керол верује његовој причи на изненађење његових пријатеља. На излазу из биоскопа, Били налеће на старог ривала из средње школе и удара га, након чега се група разилази.
Следећег јутра, Били посећује своју другарицу Барбару (Кетрин Даулинг) која ради у телевизијској станици и они ћаскају о својој прошлости. Буги сазнаје да је изгубио опкладу па се клади са својим друговима да ће имати секс са Карол. Фенвик и Шриви прихватају ову опкладу. Друштво се растаје и на путу до куће Фенвик и Буги упознају јахачицу Џејн на њеном ранчу, и она и Буги се спријатељују. Били се поново сусреће са Барбаром и сазнаје да је остала трудна након ноћи коју је он провео са њом.
Те вечери, Фенвик се нуди да отплати Бугијев дуг. Шриви (једини ожењени члан групе) се свађа са својом женом око чувања његове колекције плоча и он излеће из куће бесан, остављајући његову жену Бет (Елен Баркин) у сузама. Буги, у потрази за Шривијем, се сусреће са Бет и теши је после свађе. Фенвик има конфликт са својим братом око позајмљивања новца, па се напија и крене да руши сцену рођења Исуса која је намештена испред градске цркве. Шриви, Еди и Били покушавају да га зауставе, али их све хапси полиција и води у притвор. У притвору, Еди обавештава момке да је тест америчког фудбала који је спремио за своју вереницу спреман и да ће га она полагати сутрадан. Еди, Шриви и Били напуштају затвор следећег јутра, јер су њихови очеви платили њихову кауцију, али Фенвик остаје у притвору, јер је његов отац одбио да плати.
Буги, Еди, Барбара и Били се сусрећу у ресторану. Буги закључује да је Еди девица и да је зато нервозан због венчања, док Барбара и Били разговарају о њиховој вези. Бет се сусреће следећег дана са Бугијем у фризерском салону где он ради, па Буги сазнаје да Карол има прехладу и да ће његова опклада са Фенвиком и Шривијем пропасти. Буги се договара са Бет да они обнове старе страсти и покушају тајну романтичну везу. У току рада, Буги се сусреће се са зеленашем којем дугује паре, Тенком (Џон Акино), и он му прети и удара га.
Шриви, Фенвик, Били, Модел и родитељи Едија и Елиз ишчекују резултате теста којег она полаже. Шриви покушава да помогне Елиз, али тај поен бива дисквалификован, па Елиз пада тест за два бода. Разочаран, Еди отказује венчање. Буги доводи Бет до Фенвиковог апартмана где га очекују Фенвик и Шриви који желе да потврде да је Буги заправо имао однос са Керол. На путу до апартмана, Буги одлучује да каже Бет истину и препоручује јој да покуша да изглади ствари са Шривијем. Буги затим одлази до ресторана где налеће на Тенка. Спреман да преузме кривицу за своја дела, он одлази да се сукоби са Тенком и да добије батине, али Тенк га извештава да је његов дуг плаћен. Радостан, Буги удара Тенка и одлази у ресторан. Ту га дочекује Бејгл који му нуди посао у његовом породичном бизнису и објашњава му да је отплатио Бугијев дуг због поштовања према Бугијевом преминулом оцу. Буги почиње да размишља о запошљавању код Бејгла. Те исте вечери у ресторану, Еди одлучује да се ипак ожени, а Били признаје своју љубав према Барбари.
На Едијевом венчању Шриви изненађује Бет са одмором за двоје и њих двоје се помире. Буги као своју пратиљу доводи Џејн, Фенвик доводи Дајен (Кел Кип), а Били доводи Барбару. Модел држи говор на венчању, а затим, Елиз баца бидермајер који пада на сто за којим су сели момци и они замишљено крену да размишљају о својој будућности.

## Улоге

### Кастинг
При кастингу, Левинсон је желео да интеракције између ликова буду битније од самих глумаца који их тумаче, па је зато унајмио претежно непознате глумце који су имали мало играних улога пре снимања филма Ресторан. Ресторан је био први филм за којег су глумци Тим Дејли, Пол Рајзер и Елен Баркин били кредитовани. Изненађујућу успех имао је Кевин Бејкон коме је улога у филму донела колосални успех, након чега је добио главну улогу у филму Футлуз.

#### Главне улоге
- Стив Гутенберг - Едвард "Еди" Симонс
- Данијел Стерн - Лоренс "Шриви" Шрајбер
- Кевин Бејкон - Тимоти Фенвик Млађи
- Мики Рорк - Роберт "Буги" Шефтел.
- Тим Дејли - Вилијам "Били" Хауард
- Елен Баркин - Бет
- Пол Рајзер - Модел

#### Споредне улоге
- Кетрин Даулинг - Барбара
- Џон Акино - Тенк
- Мајкл Такер - Бејгл
- Клаудија Крон - Џејн Хитроу
- Колет Блониген - Керол Хитроу
- Џесика Џејмс - гђа. Симонс
- Клемент Фаулер - Едијев отац
- Кели Кип - Дајен

## Настанак
Сценариста Бари Левинсон започео је рад на сценарију за филм Ресторан након идеје коју је имао током ручка са режисером Мелом Бруксом. У интервјуу са часописом Балтимор, Бари је о настанку филма рекао:
"Ресторан се десио случајно. Раније сам писао [сценарије] са Мелом Бруксом и радио сам на овом филму "Висока напетост". Причао сам Мелу неке приче сличне онима из филма Ресторан па ми је он рекао, "Требао би да претвориш то у сценарио", али никад нисам то урадио јер нисам могао да схватим која ће бити радња филма." 
Левинсон је цео сценарио исписао за три недеље након рада на филму "Деверуше". Инсистирао је да глумци импровизују своје реплике да би дијалог био приближнији стварности и да би глумци међусобно градили осећај правог пријатељства.

## Адаптације

### Телевизијска адаптација
Неуспели телевизијски пилот за серију базирану на филму је креиран 1983. године за телевизијску станицу Си-Би-Ес. Од оригиналне поставе филма, једино је Пол Рајзер обновио своју улогу као Модел. Мајкл Мадсен преузео је улогу Бугија, Мајк Бајндер улогу Едија, а Џејмс Спејдер улогу Фенвика. Получасовни телевизијски пилот био је смештен претежно у ресторану "Fell's Point Diner" и пратио је разговор групе пријатеља о утицају брачног живота на Едија и Шривија.

### Мјузикл
Мјузикл базиран на филму написан од стране Барија Левинсона имао је своју премијеру на јесен 2013. године. Композиторка Шерил Кроу је о сарадњи са Левинсоном рекла: "Волим филм Ресторан Барија Левинсона, па када ме је Бари позвао и питао да ли желим да му се придружим да креирамо нову музичку верзију приче, скочила сам на ту прилику."  Ресторан мјузикл је добио претежно позитивне критике. Бен Брентли новинар за Њујорк Тајмс написао је о мјузиклу: "За фанове филма који су се запитали шта се десило са групом из Ресторана, овај шоу пружа далекосежни епилог који нам доставља наш стари друг Буги. Без одавања превише информација, осећам се сигурно да поделим са вама да на крају жене завладају светом." Пол Харис, новинар за Variety написао је: "Несумњиво, Ресторан представља узбудљиву нову прилику за Кроу и Левинсона. Бринући о публици која воли да се присећа носталгично на емисије као што је "Квартет од милион долара", овај Ресторан пружа искрене могућности као комерцијални изазивач."

## Критике
Ресторан је хваљен од стране критичара и публике и сматра се једним од најважнијих филмова објављених осамдесетих година двадесетог века.
У својој рецензији Роџер Иберт је написао о филму: "Ресторан је често смешан филм, мада сам се смејао слободније не на сексуалне пошалице већ на способност филма да понавља дијалоге са комичном тачношћу." Иберт је оценио филм са три и по од могуће четири звездице.
На сајту Rotten Tomatoes филм има скор од 93% и ознаку "свеж" (енг. fresh), док на веб-сајту Metacritic има скор од 82.
Џон Велс, продуцент серије Ургентни центар рекао је да је одгледао филм Ресторан више од тридесет пута и о њему је написао: "Утицао је на целу генерацију писаца. Револуционизовао је начин на који карактери причају међусобно и колико ће они бити реалистични. [...] Имао је комплексност коју нису имали многи тадашњи филмови - они би били или превише драматични или веома комични - а овај филм је пао у неку међу-категорију, где је неко могао да буде и занимљив и смешан и да вас натера да заплачете."
Филм је хваљен на страницама магазина Њујорк Тајмс: "Господин Левинсон није само човек са радосним или енциклопедијским сећањима према својој младости. Он је неко ко покушава да да смисла том времену, не само да га се присети. У Ресторану он свему даје смисао."
На сајту TVGuide Ресторан је описан као "обазрив и шармантан неочекивани хит" и као "смешан, [и] често дирљив филм."
Новинарка за магазин Jump Cut, Дебора Холдстин о филму је написала: "Ресторан је смешан,топао, осећајни, [и] коначно хумани филм у својој наговештеној молби за људску слободу од "благослова цивилизације"."